# L'Art d'être courtier
Pour les articles homonymes, voir Courtier (homonymie).
Pour plus de détails, voir Fiche technique et Distribution.
L'Art d'être courtier est un court-métrage réalisé par Henri Verneuil en 1950.

## Synopsis
Onésime Balotin, courtier en assurances, en voulant suivre les consignes de son patron, rencontre des problèmes.

## Fiche technique
- Réalisation : Henri Verneuil
- Scénario : Max Regnier et Pierre Ferrari, d'après leur sketch homonyme
- Photographie : Charles Suin
- Montage : Gabriel Rongier
- Pays :  France
- Genre : Court métrage
- Durée : 23 minutes
- Année de sortie : France - 1950

## Distribution
- Max Dalban
- Jean Carmet
- Christiane Delyne
- Georges Lannes